# Otto Friedrich Müller
Otto Friedrich Müller (Koppenhága, 1730. március 2. – Koppenhága, 1784. december 26.) dán természettudós, zoológus és botanikus. Zoológiai szakmunkákban nevének rövidítése: „O. F. Müller”.

## Élete és munkái

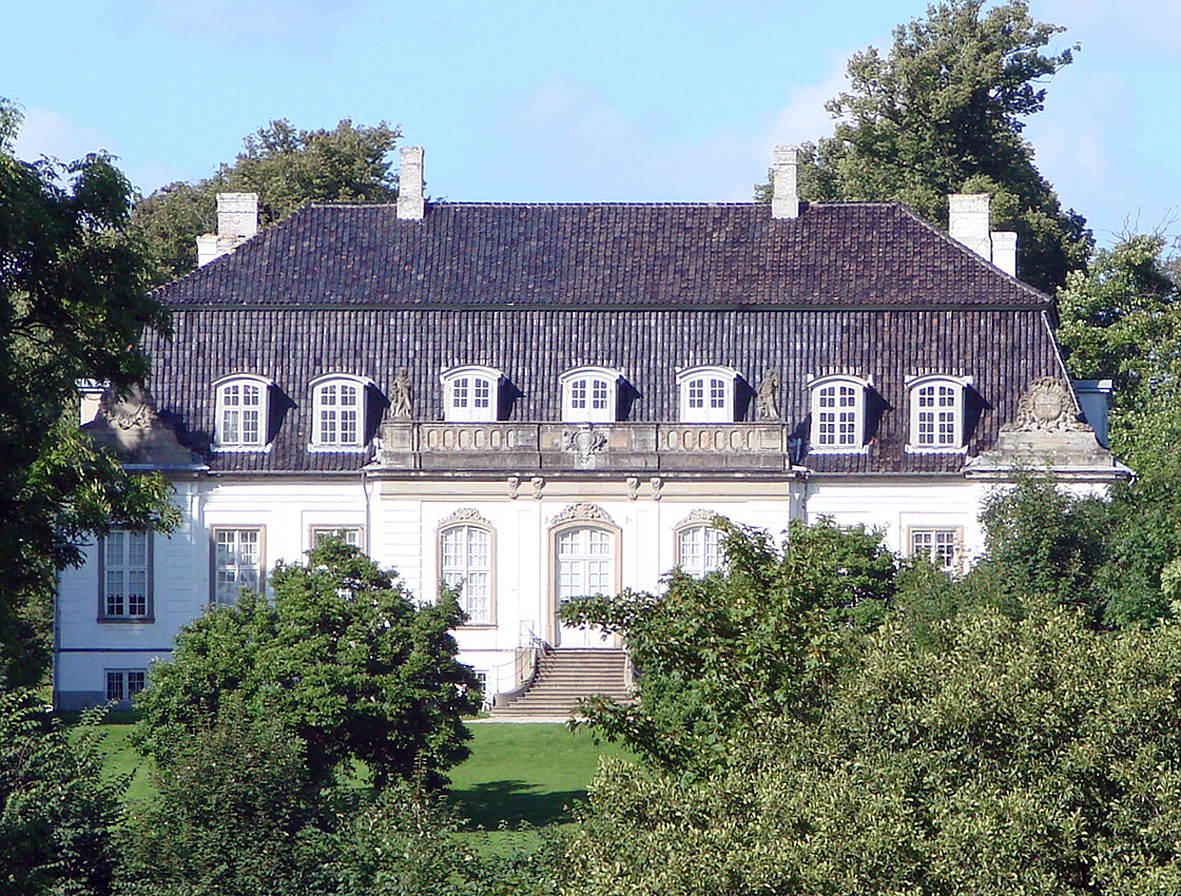
Frederiksdal kastélya

Müller 1748-ban kezdte meg tanulmányait a Koppenhágai Egyetemen, ahol előbb teológiát, majd jogot tanult. Diplomáját csak 1760-ban kapta meg, mert anyagi okokból 1753-ban állást vállalt, a külügyminiszter Johan Schulin gróf fiának lett a házitanítója és a Frederiksdali kastélyba költözött. Itt kezdte el azokat a zoológiai és botanikai megfigyeléseket, amelyek később híressé tették a nevét. 1764-ben kiadta első nagyobb művét a Fauna insectorum Fridrichsdalina-t a körzet rovarfaunájáról. Ezután az ifjú gróffal Közép- és Dél-Európában utazgatott évekig. Az alkalmat kihasználva megismerkedett a kor nevezetes természettudósaival és felvette a kapcsolatot az európai akadémiákkal. Visszatérése után 1767-ben kiadta Frederiksdal növényeinek leírását a Flora Fridrichsdalina című művében.
1769-ben állami szolgálatba lépett és előbb tanácsos, majd 1771-ben a norvég kamara levéltári titkára lett. Két évvel később egy vagyonos hölgyet vett feleségül és felmondta állását, attól kezdve csak kutatásaival foglalkozott. Feleségének volt egy birtoka a norvégiai Drøbakban, ahol Müller 1773–78 között a Kristianiafjord gerinctelen állatait vizsgálta.
Termékeny tudományos szerző volt, számos kisebb cikke mellett 1771-ben publikálta németül írt könyvét a sós- és édesvízi férgekről (Von Würmern des süssen und salzigen Wasser) amit 1773-ban kiegészített a Vermium terrestrium a fluviatilium historia című művel. Utóbbiban először bontotta genusokra és fajokra az ún. infusoriumokat (egysejtűeket). Hydrachnæ című monográfiájában a Dánia vizeiben élő atkákat írta le, az 1785-ös Entomostraca-ban pedig azelőtt ismeretlen mikroorganizmusokat, többek között Dinoflagellata-kat közölt. 
Kései éveiben fő művével a Zoologia Danica-val volt elfoglalva, amelyben Dánia és Norvégia összesen háromezer állatfajáról közölt leírást és ábrát és amelynek kiadását az állam anyagilag támogatta. Először egy előzetest adtak ki 1776-ban Zoologiæ Danicae prodromus címmel, majd 1777-ben és 1786-ban magát a gyűjteményt is két kötetben, mindkettőben 40 táblányi ábrával. 
Zoológiai munkája mellett Müller botanikával is foglalkozott, ám ezen a téren kevésbé aratott babérokat. 
Tagja volt a német Academia Caesarea Leopoldina-nak, a Svéd Királyi Tudományos Akadémiának, a párizsi Tudományos Akadémiának és a berlini Természettudományok Barátai Társaságnak.
Taxonómiai hivatkozásoknál nevének rövidítése O. F. Müller.

## Fordítás
- Ez a szócikk részben vagy egészben  az   Otto Friedrich Müller című dán Wikipédia-szócikk ezen változatának fordításán alapul.  Az eredeti cikk szerkesztőit annak laptörténete sorolja fel. Ez a jelzés csupán a megfogalmazás eredetét és a szerzői jogokat jelzi, nem szolgál a cikkben szereplő információk forrásmegjelöléseként.